# 99193 Обсфабра
99193 Обсфабра (99193 Obsfabra) — астероїд головного поясу, відкритий 14 квітня 2001 року.
Тіссеранів параметр щодо Юпітера — 3,095.